# NGC 213
NGC 213 (ook wel GC 109, H 3.200, MCG +03-02-023, PGC 2469, UGC 436 of ZWG 457.26) is een balkspiraalstelsel in het sterrenbeeld Vissen. Het hemelobject werd op 14 oktober 1784 ontdekt door de Duits-Britse astronoom William Herschel.